# 日本プロゴルフ協会
公益社団法人日本プロゴルフ協会（にほんプロゴルフきょうかい、英: The Professional Golfers' Association of Japan）は、日本の男子プロゴルフを統括する公益法人、国内競技連盟。略称はPGA（かつてはJPGA）。

## 概要
1957年7月27日に関東プロゴルフ協会と関西プロゴルフ協会を合併し設立。1981年には社団法人組織となる。
かつてはJPGAツアーの運営を行っていたが、1999年より日本ゴルフツアー機構(JGTO)が独立してトーナメントの運営に当たるようになったため、プロテストなど各種ゴルフ関連資格認定作業や、フィランスロピー活動、ジュニアゴルファーの底辺拡大など普及事業が主業務となっている。
ツアー業務としては日本プロゴルフ選手権を主催し、PGAシニアツアーの運営を行っている。
1967年に日本プロゴルフ協会女子部が設立し、その後1974年にJLPGAとして独立。
2007年2月23日、川上哲治・小林旭・羽佐間正雄らとともに名誉会員に認定。特に川上哲治は、プロ野球界OBの中でも大のゴルフ好きとして知られ、日本レフティーゴルフ協会（左利きゴルファーの同好会）の名誉会長を務めていた（前は会長）。

## PGA認定資格
- トーナメントプレーヤー（TP）
- ティーチングプロ（TCP）

※なお「ティーチングプロ」の資格名称は同協会の登録商標となっている。

### 資格認定審査（プロテスト）
- 日本プロゴルフ協会の資格認定審査、いわゆる「プロテスト」は、2013年に公益社団法人化されたことを受けて、満16歳以上の男子であれば、書類審査を経て、プレ予選審査から受験することができるようになった[2]。
  - このプレ予選審査の上位者、ティーチングプロ、並びに日本学生ゴルフ選手権、日本アマチュアゴルフ選手権、全日本パブリックアマチュアゴルフ選手権の前年度4-10位タイまでに入った選手、および各地のゴルフ競技団体、ゴルフ場の団体などが推薦する者を交えて1次審査が行われる。
  - 続いて1次審査合格者に加え、ティーチングプロ対象の選考会で2次審査出場資格を得た者、日本学生ゴルフ選手権、日本アマチュアゴルフ選手権の2・3位タイ、日本オープンゴルフ選手権競技のアマチュアでの決勝ラウンド進出者（ローアマチュア=アマ部門の優勝者は除く）、全日本パブリックアマチュアゴルフ選手権の上位3位タイ、全日本高等学校ゴルフ選手権個人の部優勝者、日本ジュニアゴルフ選手権の優勝者、ゴルフナショナルチームメンバー、並びに各種団体が推薦する者を交えて2次審査。
  - さらにこの2次審査合格者、並びにティーチングプロ選考会で最終審査出場資格を得た者、日本学生ゴルフ選手権、日本アマチュアゴルフ選手権の優勝者、日本オープンゴルフ選手権競技のローアマチュア（アマ部門の優勝者）、並びにその他JPGAが推薦した者を対象として最終審査が行われ、この最終審査の上位成績者（概ね50位タイ）[3]がJPGAのツアープロ資格権利を得る。プロ資格取得者は、その年の日本プロゴルフ新人選手権大会の出場権が与えられるとともに、この最終審査を優勝して合格した選手には、次年度の日本プロゴルフ選手権大会の出場権も併せて与えられる[3]。その後、筆記試験、面接審査、並びに合宿セミナー（4日間）に参加することによって正式なプロゴルファーの誕生となる。

なお、1999年にレギュラーツアーの主催が日本ゴルフツアー機構に移行してからは、JPGA認定プロテストに合格していなくても、JGTOが主催する事実上のプロテストである「クオリファイングトーナメント」（QT）で上位にランキングされるか、アマチュア選手がツアー競技に優勝・ないしはそれに準ずる成績を収めた場合、任意でのプロ宣言をすることで、事実上のプロゴルファーとして活動できる仕組みが整備されている。

## その他
- 日本プロゴルフ協会の67歳の男性理事が、2013年6月に熊本県内のゴルフ場において、指定暴力団・道仁会の会長である小林哲治と共にゴルフをしていたことが判明し、同協会は同年8月に調査委を設置し実態調査を開始している[4]。 また、当時の副会長も6月に道仁会関係者とゴルフをしていたことが明らかになり、辞意を表明した[5]。